# Francesco II da Carrara
Francesco Novello da Carrara, detto Francesco il Novello (Padova, 29 maggio 1359 – Venezia, 19 gennaio 1406), è stato un nobile italiano, ultimo signore di Padova.

## Biografia
Nacque da Francesco detto “il Vecchio”, della famiglia dei Carraresi.
Divenne signore di Padova nel 1388 per abdicazione del padre e dovette combattere contro Gian Galeazzo Visconti che occupò la città nel 1389. Francesco fu costretto a riparare prima a Pisa e in seguito a Firenze. Grazie all'appoggio dei fiorentini e col consenso della Serenissima i Carraresi riacquistarono il dominio di Padova nel giugno 1390 costringendo le milizie viscontee alla resa.
Al fine di espandere i confini della sua signoria, intraprese una guerra contro Francesco I Gonzaga, che aveva ottimi rapporti con i Visconti, per la conquista del mantovano. L'amicizia con i Gonzaga si rinsaldò nel luglio 1397, quando il figlio primogenito Francesco sposò Alda Gonzaga, primogenita del signore di Mantova. Grazie a questa alleanza strategica i Carraresi andarono in soccorso delle truppe gonzaghesche, appoggiate apertamente dai veneziani, contro i Visconti nella battaglia di Governolo avvenuta il 28 agosto 1397.
La guerra contro Milano proseguì anche dopo la firma della pace di Pavia del 1400 tra veneziani e milanesi. L'esercito dei Carraresi, al comando del figlio Francesco III, partecipò alla alleanza contro i Visconti e scese in campo nella battaglia di Casalecchio del 1402, risultando sconfitto. Nel 1404 strinse alleanza con i Della Scala di Verona contro lo strapotere visconteo. Nel 1405 Padova venne conquistata da Venezia e Francesco Novello col figlio Francesco III finirono nelle prigioni lagunari, dove entrambi furono uccisi nel 1406.
Terminò così anche la signoria dei Carraresi su Padova.
A Francesco il Novello si deve l'erbario padovano El libro agregà de Serapion (Londra, British Museum, Egerton Ms.2020), scritto e miniato per lui tra il 1390 e il 1403 da Andrea Amadio.

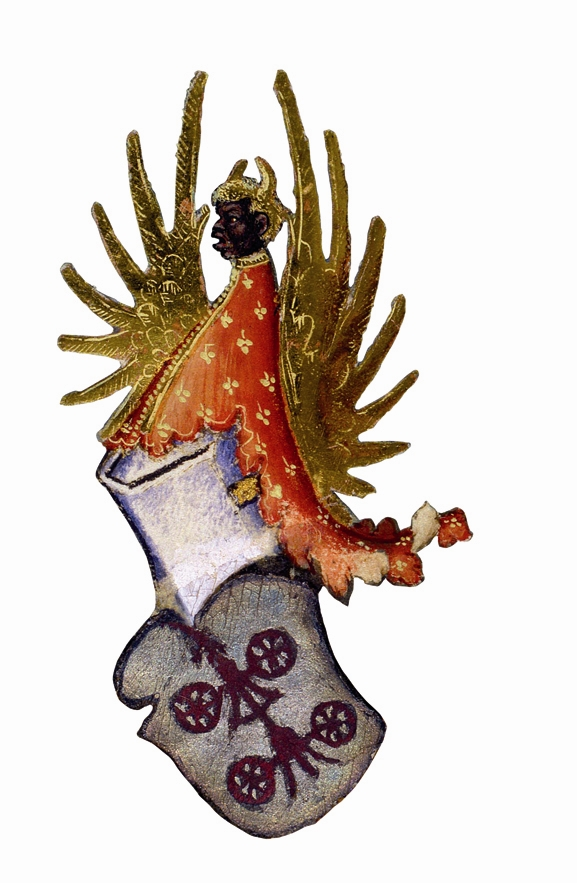
Stemma di Francesco I il Vecchio

## Discendenza
Francesco Novello il 31 maggio 1377 sposò Taddea d'Este, figlia di Niccolò II d'Este ed ebbero sette figli:
- Gigliola (m. 1416), andò in sposa nel 1397 a Nicolò III d'Este;
- Francesco III (1383-1406), sposò nel 1397 Alda Gonzaga;
- Jacopo (o Giacomo) (m. 1406), uomo d'armi;
- Ubertino (1389-1407), condottiero;
- Marsilio (?-1435), condottiero;
- Nicolò (morto infante);
- Valpurga (?-1405), monaca a Padova.

Francesco Novello ebbe anche alcuni figli naturali, tra i quali:
- Stefano (?-1448), vescovo di Padova[1]; secondo altri, figlio illegittimo del padre Francesco I[2]
- Agnese
- Milone, uomo d'armi
- Gionata

## Ascendenza
|                         |                      |           | Genitori |  |  | Nonni |  |  | Bisnonni          |  |  | Trisnonni                      |  |
|                         |                      |           |          |  |  |       |  |  | Nicolò da Carrara |  |  | Ubertino il Vecchio da Carrara |  |
|                         |                      |           |          |  |  |       |  |  | Nicolò da Carrara |  |  | Ubertino il Vecchio da Carrara |  |
|                         |                      | Ilsegarda |          |  |  |       |  |  | Nicolò da Carrara |  |  |                                |  |
| Giacomo II da Carrara   |                      |           |          |  |  |       |  |  | Nicolò da Carrara |  |  |                                |  |
|                         |                      | …         | …        |  |  |       |  |  |                   |  |  |                                |  |
|                         |                      | …         | …        |  |  |       |  |  |                   |  |  |                                |  |
|                         |                      | …         | …        |  |  |       |  |  |                   |  |  |                                |  |
| Francesco I da Carrara  |                      | …         |          |  |  |       |  |  |                   |  |  |                                |  |
|                         |                      | …         | …        |  |  |       |  |  |                   |  |  |                                |  |
|                         |                      | …         | …        |  |  |       |  |  |                   |  |  |                                |  |
|                         |                      | …         | …        |  |  |       |  |  |                   |  |  |                                |  |
| Lieta Forzatè           |                      | …         |          |  |  |       |  |  |                   |  |  |                                |  |
|                         |                      | …         | …        |  |  |       |  |  |                   |  |  |                                |  |
|                         |                      | …         | …        |  |  |       |  |  |                   |  |  |                                |  |
|                         |                      | …         | …        |  |  |       |  |  |                   |  |  |                                |  |
| Francesco II da Carrara |                      | …         |          |  |  |       |  |  |                   |  |  |                                |  |
|                         | Aleduse Buzzaccarini | …         |          |  |  |       |  |  |                   |  |  |                                |  |
|                         | Aleduse Buzzaccarini | …         |          |  |  |       |  |  |                   |  |  |                                |  |
|                         | Aleduse Buzzaccarini | …         |          |  |  |       |  |  |                   |  |  |                                |  |
| Pataro Buzzaccarini     | Aleduse Buzzaccarini |           |          |  |  |       |  |  |                   |  |  |                                |  |
|                         |                      | …         | …        |  |  |       |  |  |                   |  |  |                                |  |
|                         |                      | …         | …        |  |  |       |  |  |                   |  |  |                                |  |
|                         |                      | …         | …        |  |  |       |  |  |                   |  |  |                                |  |
| Fina Buzzaccarini       |                      | …         |          |  |  |       |  |  |                   |  |  |                                |  |
|                         |                      | …         | …        |  |  |       |  |  |                   |  |  |                                |  |
|                         |                      | …         | …        |  |  |       |  |  |                   |  |  |                                |  |
|                         |                      | …         | …        |  |  |       |  |  |                   |  |  |                                |  |
| …                       |                      | …         |          |  |  |       |  |  |                   |  |  |                                |  |
|                         |                      | …         | …        |  |  |       |  |  |                   |  |  |                                |  |
|                         |                      | …         | …        |  |  |       |  |  |                   |  |  |                                |  |
|                         |                      | …         | …        |  |  |       |  |  |                   |  |  |                                |  |
|                         |                      | …         |          |  |  |       |  |  |                   |  |  |                                |  |